# Туванихи
Туванихи — упразднённое село в Лакском районе Дагестана. На момент упразднения входило в состав Кубринского сельсовета. Упразднено в 1939 году.

## Географическое положение
Село располагалось в 12 км юго-западнее от райцентра Кумуха, у горы Лугувалу, на высоте более 2000 м над уровнем моря.

## История
Основали этот крошечный аул люди из одного влиятельного рода Кази-Кумуха. У них долго продолжался конфликт с казикумухским ханом, и в какой-то момент они ушли подальше от него и основались в месте где был аул Туванихи. Аул состоял из 6-7 домов.
Один из братьев-основателей данного села — Ахмад, был известным в Дагестане врачом-костоправом. За свою помощь людям он не брал денег. Ахмад три раза совершил хадж в Мекку и на обратном пути он опять же накупал лекарства. Он близко дружил с русскими врачами-фельдшерами, которые находились при военном гарнизоне около села Хури. Николай Пирогов побывав в Кази-Кумухской крепости и увидев солдата которого лечил Ахмад, сказал: «Эти дикари гораздо лучше нас умеют вправлять кости». Сам Ахмад умер в 1916 году в возрасте 125 лет, свалился с коня.
В период коллективизации туванихинцы одними из первых вошли в состав Кумухского колхоза, в качестве паевых взносов отдали с каждого дома по две коровы. В 1939 году земли села перешли в колхоз села Кубра и превращены в пастбища. А сами туванихинцы под давлением власти были вынуждены переселиться в Кубра или кто куда.
С этого аула Туванихи на Великую Отечественную войну ушли 12 человек, из них 4 не вернулись с полей сражений.